# Kent Bazemore
Kenneth Lamont „Kent” Bazemore, Jr. (ur. 1 lipca 1989 w Kelford) – amerykański koszykarz, grający na pozycji rzucającego obrońcy.
Bazemore w latach 2008–2012 grał w drużynie uczelni Old Dominion. W 2011 roku, za trzeci sezon występów w akademickiej lidze NCAA, Bazemore uzyskał nagrodę Lefty Driesell Award, która jest przyznawana najlepszemu defensorowi ligi. W ostatnim sezonie występów na uczelni uzyskiwał średnie 15,4 punktu, 6,1 zbiórki i 3,1 asysty na mecz.
Po zakończeniu studiów zgłosił się do draftu 2012, jednak nie został w nim wybrany przez żadną drużynę. Podczas ligi letniej NBA w Orlando, Bazemore grał dla drużyny Oklahoma City Thunder, zaś w lidze letniej w Las Vegas, występował w Golden State Warriors. 26 lipca 2012 podpsał kontrakt z Warriors. Podczas debiutanckiego sezonu w NBA, Bazemore wielokrotnie był wysyłany do partnerskiej drużyny w NBA Development League, Santa Cruz Warriors. 15 marca 2013 Bazemore uzyskał 14 punktów w meczu z Chicago Bulls, co było jego ówczesnym rekordem kariery. Na przestrzeni 67 gier, jakie rozegrał w sezonie, Bazemore zdobywał średnio 2 punkty i 0,4 asysty, grając średnio 4,4 minuty na mecz.
W kolejnym sezonie w drużynie z Oakland, Bazemore wciąż był poza główną rotacją i dwukrotnie, 1 i 11 lutego 2014, był asygnowany do Santa Cruz Warriors. W obu przypadkach powracał do Golden State następnego dnia.
19 lutego 2014, został wymieniony, wraz z MarShonem Brooksem do Los Angeles Lakers w zamian za Steve’a Blake’a. W swoich pierwszych trzech występach w barwach Lakers trzykrotnie poprawiał swój rekord pod względem ilości zdobytych punktów: w wygranej z Boston Celtics zdobył ich 15, przeciwko Brooklyn Nets 17, a 25 lutego, przeciwko Indiana Pacers zdobył 23 punkty. Wyrównał ten wynik 4 marca, przeciwko New Orleans Pelicans. 6 kwietnia, w meczu przeciwko Los Angeles Clippers zerwał ścięgno w prawej stopie. Kontuzja wykluczyła jego grę do końca sezonu 2013/14.
23 września 2014 podpisał kontrakt z Atlantą Hawks.
24 czerwca 2019 został wytransferowany do Portland Trail Blazers w zamian za Evana Turnera.
21 stycznia 2020 trafił w wyniku wymiany do Sacramento Kings. 23 listopada dołączył do Golden State Warriors. 6 sierpnia 2021 został zawodnikiem Los Angeles Lakers.

## Osiągnięcia
Stan na 16 października 2023, na podstawie, o ile nie zaznaczono inaczej.
NCAA
- Uczestnik:
  - II rundy turnieju NCAA (2010)
  - turnieju NCAA (2010, 2011)
- Mistrz:
  - turnieju konferencji Colonial Athletic Association (CAA – 2010, 2011)
  - sezonu regularnego konferencji CAA (2010)
- Obrońca roku CAA (2011, 2012)
- Laureat Lefty Driesell Award (2011)[24]
- Zaliczony do:
  - I składu:
    - CAA (2012)
    - defensywnego CAA (2010–2012)
    - turnieju:
      - CAA (2010, 2011)
      - Hall of Fame Tip-Off Naismith Bracket (2012)

  - II składu CAA (2011)
- Drużyna Old Dominion Monarchs zastrzegła należący do niego numer 24

NBA
- Zaliczony do I składu letniej ligi NBA (2013)